# (8678) Bal
(8678) Bal es un asteroide perteneciente al cinturón de asteroides descubierto el 1 de marzo de 1992 por el Uppsala-ESO Survey of Asteroids and Comets desde el Observatorio de La Silla.

## Designación y nombre
Designado provisionalmente como 1992 ER6. Fue nombrado por Bäl, una pequeña y típica parroquia rural de la isla sueca de Gotlandia, a menudo asociada en Gotland con la conocida canción "Adiós a Bäl".

## Características orbitales
Bal está situado a una distancia media de 3,159 ua, pudiendo alejarse un máximo de 3,533 ua y acercarse un máximo de 2,785 ua. Tiene una excentricidad de 0,118 y la inclinación orbital 5,776 grados. Emplea 2050,41 días en completar una órbita alrededor del Sol.
Los próximos acercamientos a la órbita de Júpiter ocurrirán el 23 de febrero de 2098, el 6 de septiembre de 2108 y el 24 de marzo de 2119.
Pertenece a la familia de asteroides de (10) Hygiea.

## Características físicas
La magnitud absoluta de Bal es 13,73. Tiene un diámetro de 9,906 km y su albedo se estima en 0,086.